# Natan Margolin
Natan Wieniaminowicz Margolin (ros. Натан Вениаминович Марголин, ur. 1895 w Łojowie, zm. 10 lutego 1938 w Kommunarce) – radziecki polityk.

## Życiorys
Był narodowości żydowskiej. W 1914 wstąpił do partii bolszewickiej SDPRR(b), 1915-1917 służył w rosyjskiej armii, później prowadził podziemną działalność komunistyczną w Jekaterynosławiu. W 1918 został wojskowym organizatorem Kijowskiego Komitetu KP(b)U i dowódcą oddziału komitetu rewolucyjnego w Kijowie, później pracował w Ludowym Komisariacie ds. Wojskowych Ukraińskiej SRR. Do 1921 był szefem wydziału specjalnego oddziałów Armii Czerwonej kolejno w Samarze, Taszkencie i Aszchabadzie, potem 1921-1922 szefem jednego z wydziałów kijowskiej gubernialnej Czeki, w 1922 został funkcjonariuszem partyjnym w Skwyrze. Od 29 listopada 1927 do 5 czerwca 1930 był członkiem Centralnej Komisji Kontrolnej KP(b)U, jednocześnie 1928-1930 sekretarzem odpowiedzialnym Komitetu Okręgowego KP(b)U w Melitopolu, od 15 czerwca 1930 do 28 stycznia 1932 członkiem KC KP(b)U, w 1931 ukończył Akademię Przemysłową im. Stalina i został sekretarzem odpowiedzialnym baumańskiego rejonowego komitetu WKP(b) w Moskwie. Od 1934 do marca 1935 był I sekretarzem stalińskiego rejonowego komitetu WKP(b) w Moskwie, od 7 marca 1935 do 13 kwietnia 1937 II sekretarzem Komitetu Obwodowego WKP(b) w Moskwie, od marca do maja 1937 p.o. I sekretarza, a od maja do listopada 1937 I sekretarzem Komitetu Obwodowego KP(b)U w Dniepropietrowsku. Jednocześnie od 3 czerwca 1937 do 27 stycznia 1938 był członkiem KC KP(b)U i od 3 czerwca do 4 lipca 1937 zastępcą członka, a od 4 lipca 1937 do 27 stycznia 1938 członkiem Biura Politycznego KC KP(b)U.
3 listopada 1937 podczas wielkiego terroru został aresztowany, 8 lutego 1938 skazany przez Kolegium Wojskowe Sądu Najwyższego ZSRR na śmierć pod zarzutem udziału w kontrrewolucyjnej organizacji terrorystycznej i dwa dni potem rozstrzelany. 14 maja 1955 pośmiertnie go zrehabilitowano.